# Kaffeebohne

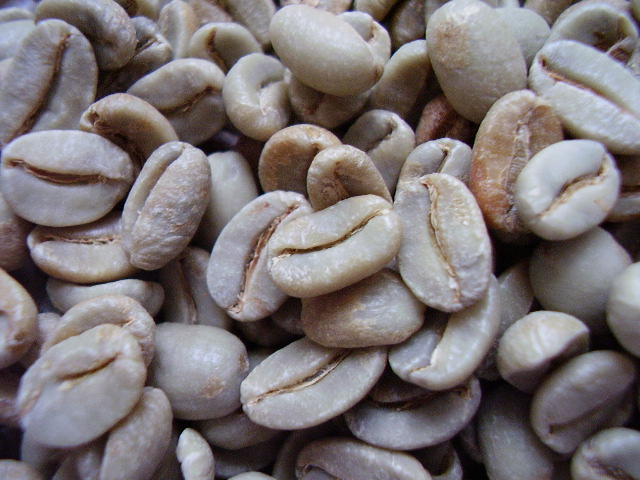
Grüner Kaffee (Arabica)

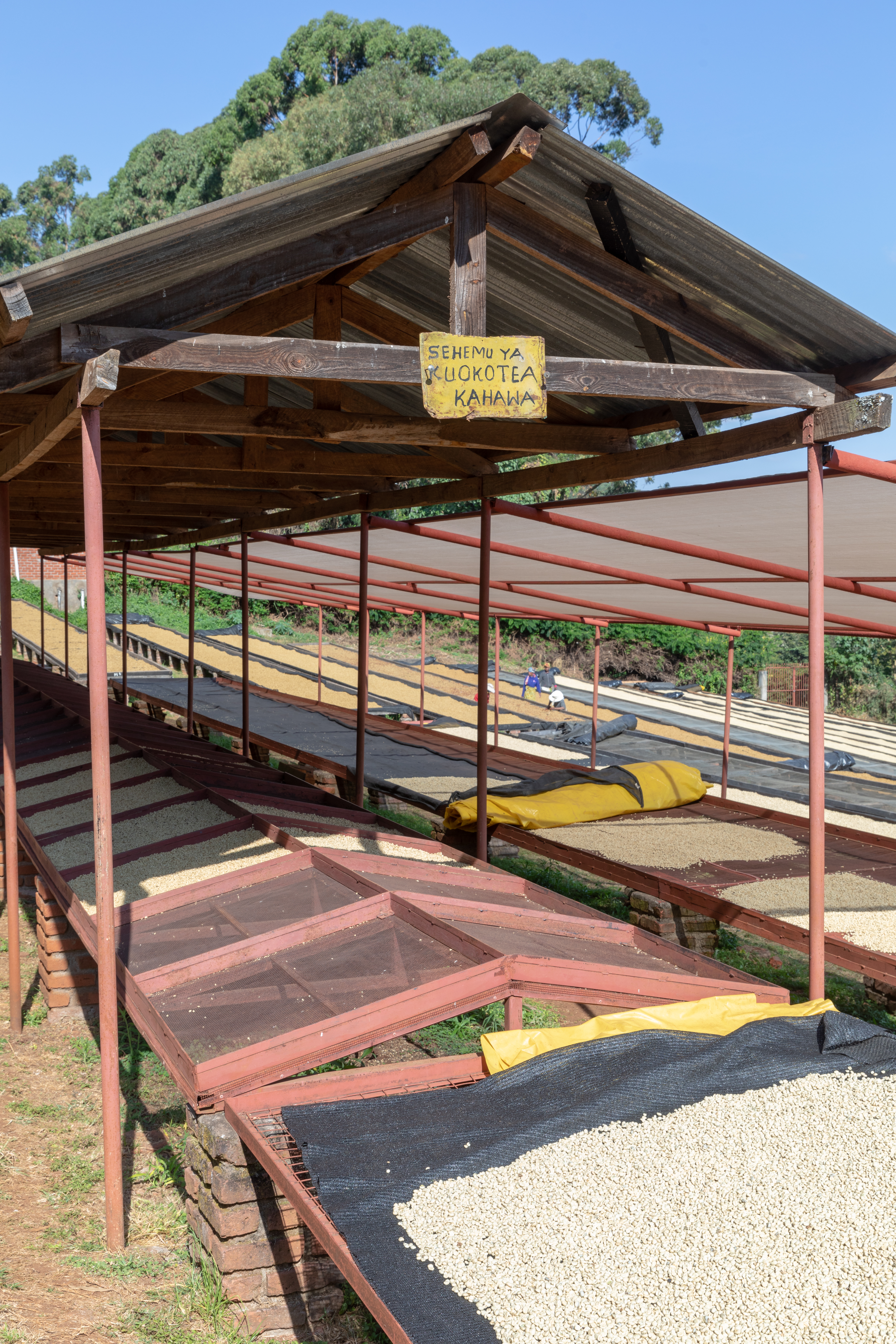
Anlage zum Trocknen von Kaffeebohnen

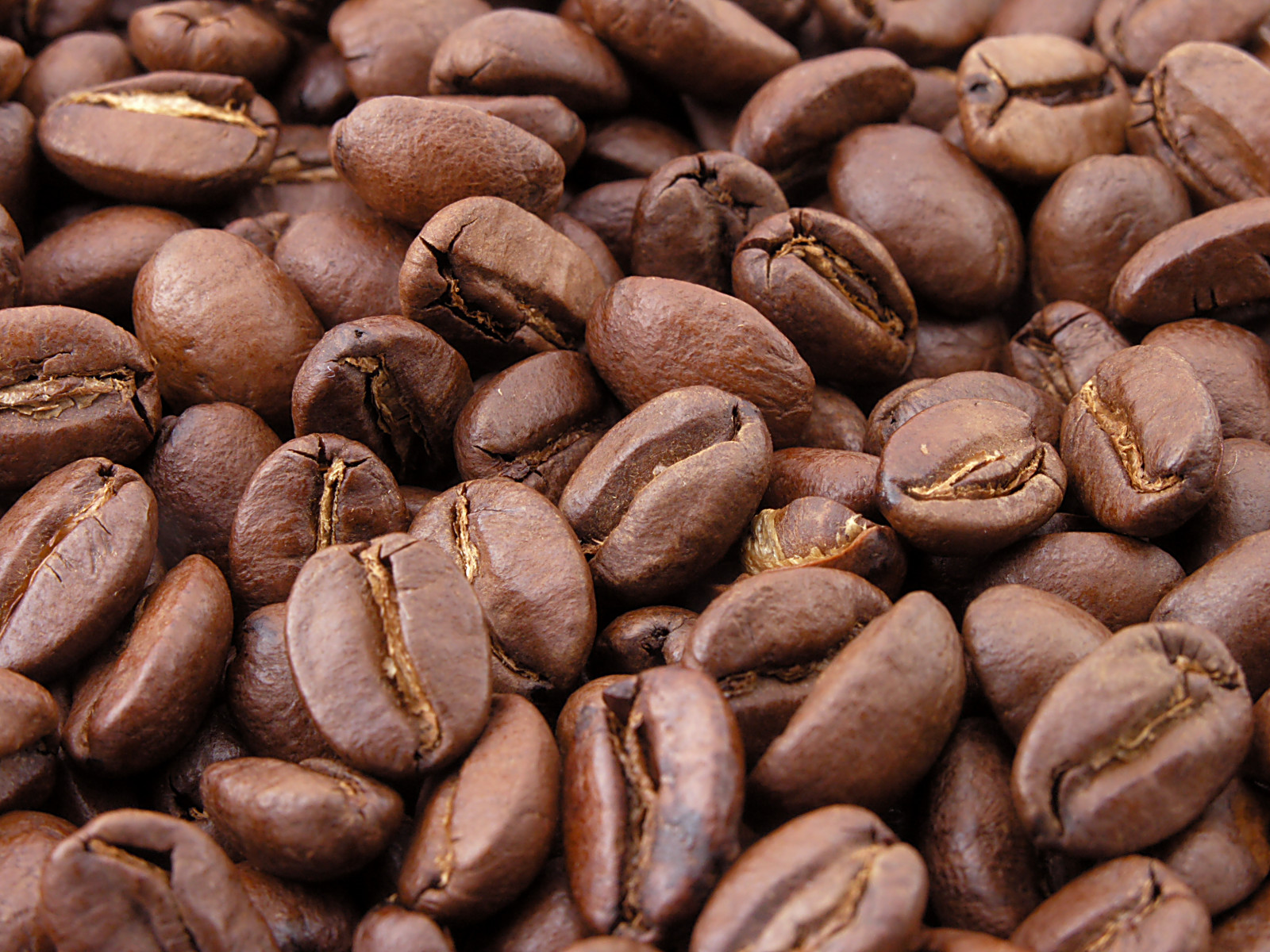
Geröstete Kaffeebohnen

Anbaugebiete:
r: Robusta, m: gemischt, a: Arabica

Die Kaffeebohne ist der Samen der Kaffeepflanze, mit der das Getränk Kaffee gebrüht wird. Botanisch gesehen ist sie keine Bohne. Das Wort „Kaffeebohne“ ist eine volksetymologische Lehnübersetzung aus arabisch قهوة qahwa ‚Kaffee‘ und arabisch بنّ bunn ‚Beere‘. Die Früchte sind rote, kirschenähnliche Steinfrüchte (Kaffeekirschen) mit meist zwei Steinkernen. Diese Steinkerne sind die eigentlichen „Kaffeebohnen“. Sie liegen mit ihren abgeflachten Seiten zueinander und weisen in der Mitte dieser Fläche eine Längsfurche, die sogenannte Naht, auf. Eine Sonderform, bei der einer der zwei Kerne verkümmert und sich nur ein einzelner, rundlicher Kern entwickelt, nennt man „Perlbohne“.
Diese Steinkerne sind die Samen der Kaffeepflanzen und bestehen größtenteils aus Nährgewebe, das Coffein in Mengen von etwa 0,8 bis 2,5 % enthält.
Kaffeearten gehören zur Gattung Coffea aus der Familie der Rubiaceae.

## Arten
Es gibt vierzig verschiedene Arten. In den letzten Jahrzehnten hat sich allerdings das Angebot hauptsächlich auf die beiden Arten Arabica (Coffea arabica) und Robusta (Coffea canephora, Syn. robusta) reduziert.
Mit 60 Prozent des Welthandels ist Arabica die wichtigste Kaffeeart. Sie wächst vor allem im Hochland zum Beispiel in Brasilien, Kenia und Kolumbien.
Die Bohne ist grünlich bis blaugrün, oval geformt und etwa 9 mm lang. Sie besitzt eine geschwungene Naht.
Robusta resp. Canephora ist schnellwüchsiger, ertragreicher und widerstandsfähiger als die Arabica-Art. Sie wächst in Gebieten bis 900 Metern Höhe wie zum Beispiel in Kolumbien, Vietnam oder Indonesien. Bohnen dieser Art sind bräunlich bis gelbgrün, rundlich und kleiner als die von Arabica. Die Naht ist gerade. Robusta wird als Zusatz vor allem für die Zubereitung von Espresso benutzt, da sie die Bildung der Crema unterstützt und einen vollen Körper bringt sowie im Geschmacksprofil sehr säurereduziert ist.

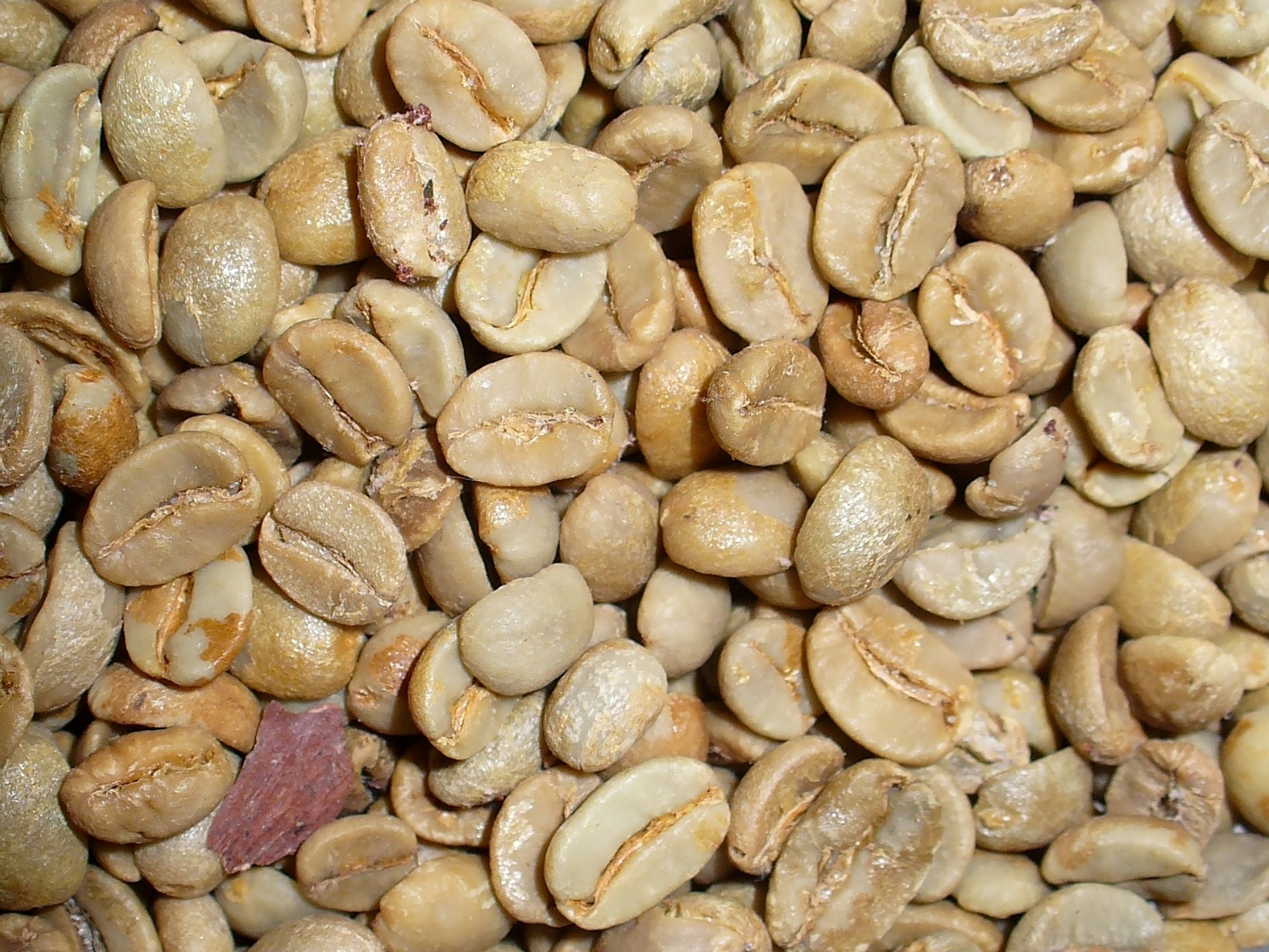
Rohe Arabica-Bohnen
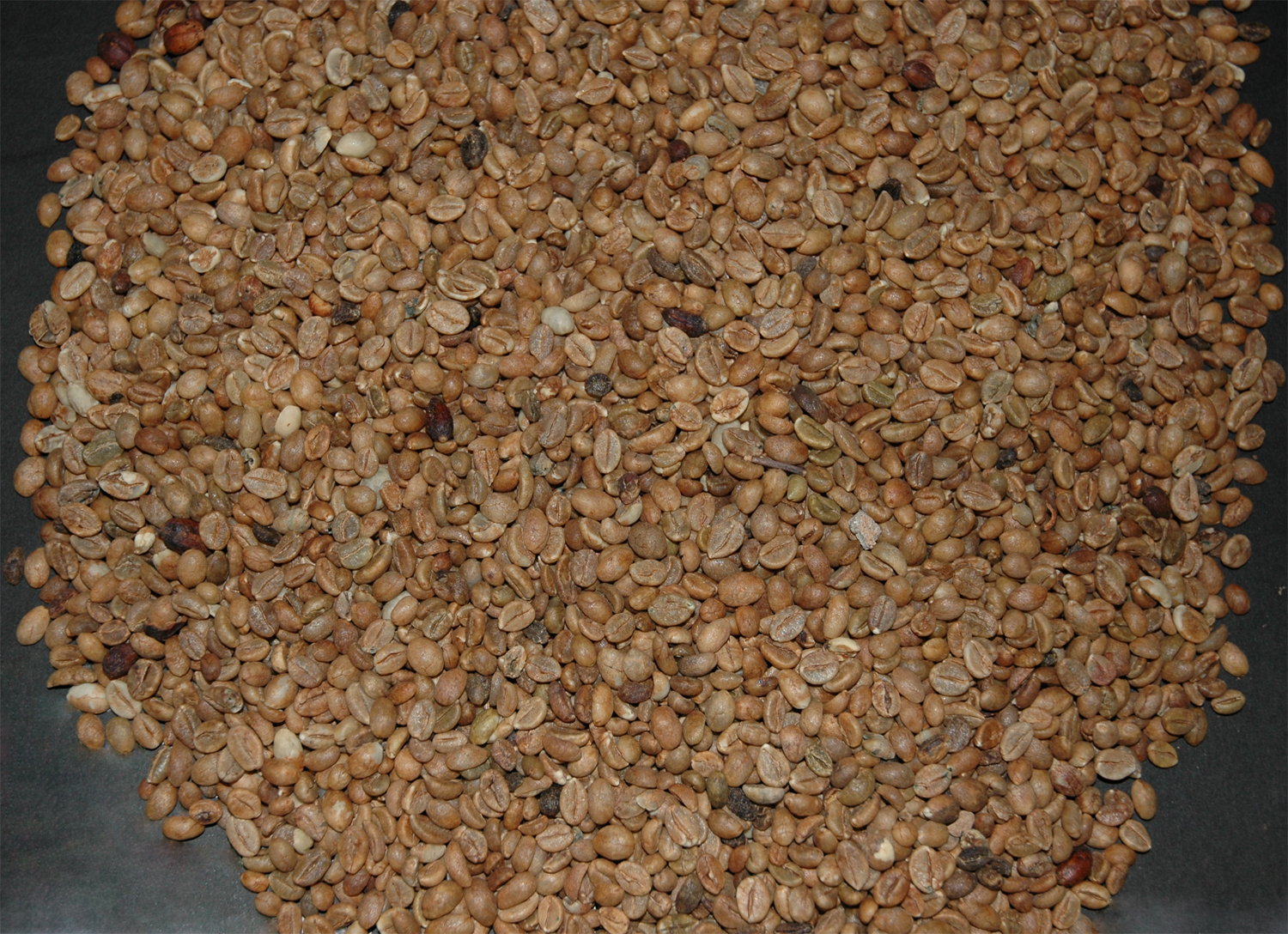
Rohe Robusta-Bohnen
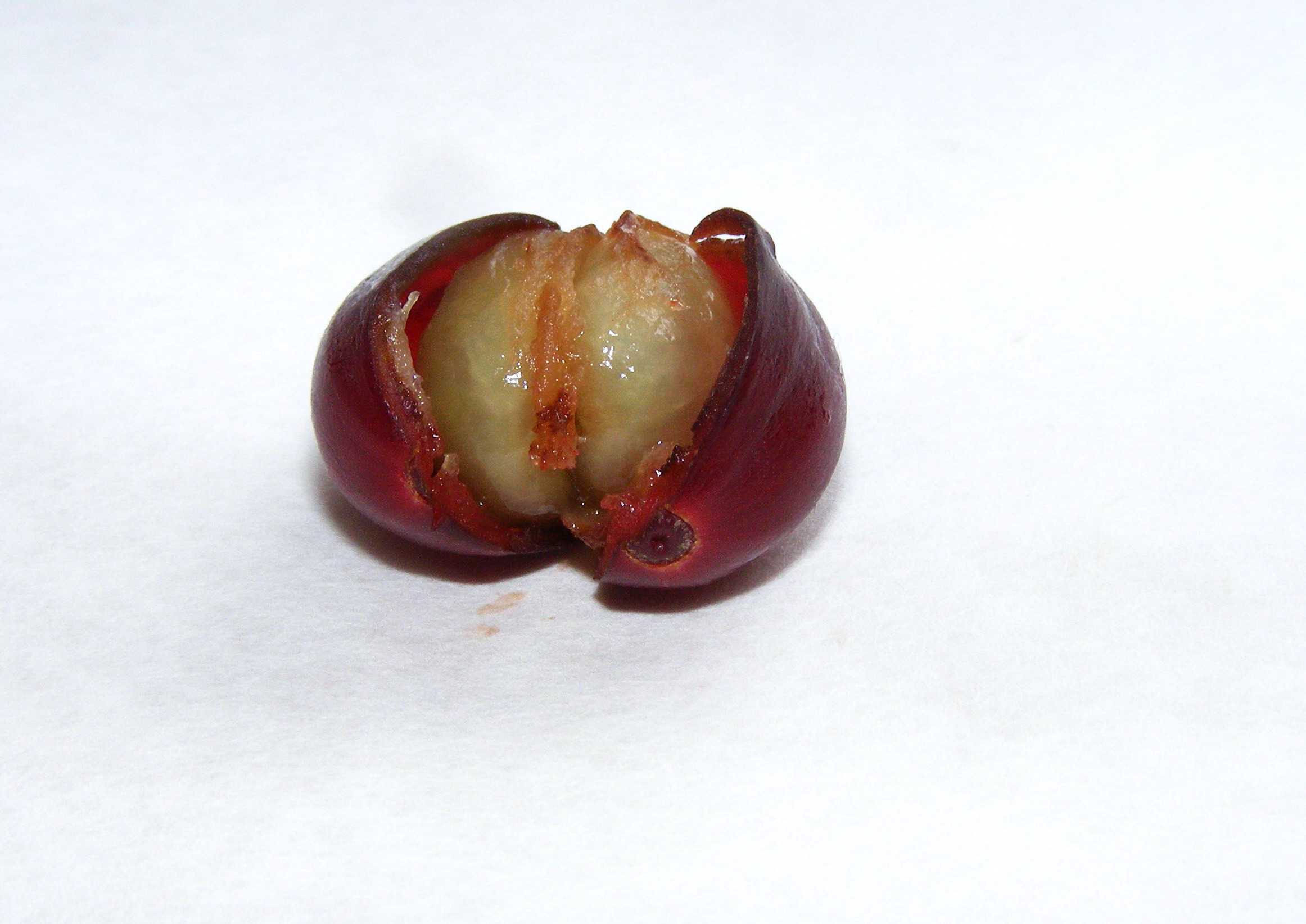
Geöffnete Steinfrucht mit den zwei Samen

Der teurere Arabica (auch als Java-Bohne bekannt) gibt einen etwas stärker säurebetonten Kaffee mit eher weniger Bitterstoffen, hellerer Crema, aber dafür mit mehr feineren (oft als „fruchtig“ beschriebenen) Geschmacksnuancen. Robusta dagegen hat oft etwas weniger Säure (aufgrund der weniger ausgefeilten Geschmacksabstufungen kann er gut etwas länger geröstet werden, was die Säure reduziert), ist tendenziell bitterer (bei guten Kaffees eine feine Bitternote wie bei dunkler Schokolade), gibt die dunklere Crema und verleiht dem Kaffee seinen „Körper“ (einen etwas breiteren Geschmack, eine Art Fundament). Letztlich ist es also vor allem eine Frage des persönlichen Geschmacks, welches Mischungsverhältnis man bevorzugt – z. B. 60:40 (eher Süditalien), 75:25, 90:10 oder 100:0 (eher Norditalien).

## Güteklasse
Zur Beurteilung von Kaffeebohnen sind Herkunft, Größe und die Anzahl der Defekte in der Lieferung besonders wichtige Kriterien.
Bei der Herkunft geht es hauptsächlich um die Anbauhöhe. In höheren Lagen reifen die Früchte langsamer und die Bohnen wachsen größer und härter.
Übliche Abkürzungen in Mittel- und Südamerika sind SHB (Strictly Hard Bean, oder auch SHG für Strictly High Grown) für Anbaugebiete in 1600 Meter über dem Meer und höher, sowie HB (Hard Bean) für darunter liegende Regionen.
Kaffeebohnen werden bei der Produktion der Größe nach sortiert. Größere Bohnen erzielen auf dem Markt höhere Preise, da Händler davon ausgehen, dass sie längere Zeit zum Reifen hatten. Größenangaben sind in 1/64 Zoll angegeben. Im internationalen Handel geht die Einteilung von very large (Größe 20 ≈ 8 mm) über small (Größe 14 ≈ 5,5 mm) bis peaberry (kleiner).
Zur Prüfung der Qualität der Lieferung wird eine Stichprobe auf Mängel untersucht. Bei der Brasilien-Methode zählt man die Mängel in einer Probe von 300 g. Mängel werden dabei unterschiedlich gewichtet. So zählt eine faule Bohne als ein voller Defekt, während eine zerbrochene als 1/5 zählt. Wird dagegen ein großer Stein oder Zweig gefunden, werden gleich fünf volle Defekte notiert.

## Wirtschaftliche Bedeutung
Insgesamt wurden 2022 weltweit 10.782.333 t Rohkaffee (Coffee, green) geerntet. Die Tabelle gibt eine Übersicht über die 10 größten Produzenten von Kaffeebohnen weltweit, die zusammen 81,5 % der Weltproduktion ernteten:
| Land                         | Ernte     |
| ---------------------------- | --------- |
| Brasilien                    | 3.172.562 |
| Vietnam                      | 1.953.990 |
| Indonesien                   | 794.762   |
| Kolumbien                    | 665.016   |
| Äthiopien                    | 496.200   |
| Uganda                       | 393.900   |
| Peru                         | 352.645   |
| Indien                       | 338.619   |
| Honduras                     | 315.490   |
| Zentralafrikanische Republik | 306.901   |
| Summe Top Ten                | 8.790.085 |
| restliche Länder             | 2.299.149 |
| Quelle: FAOSTAT              |           |

## Nutzung

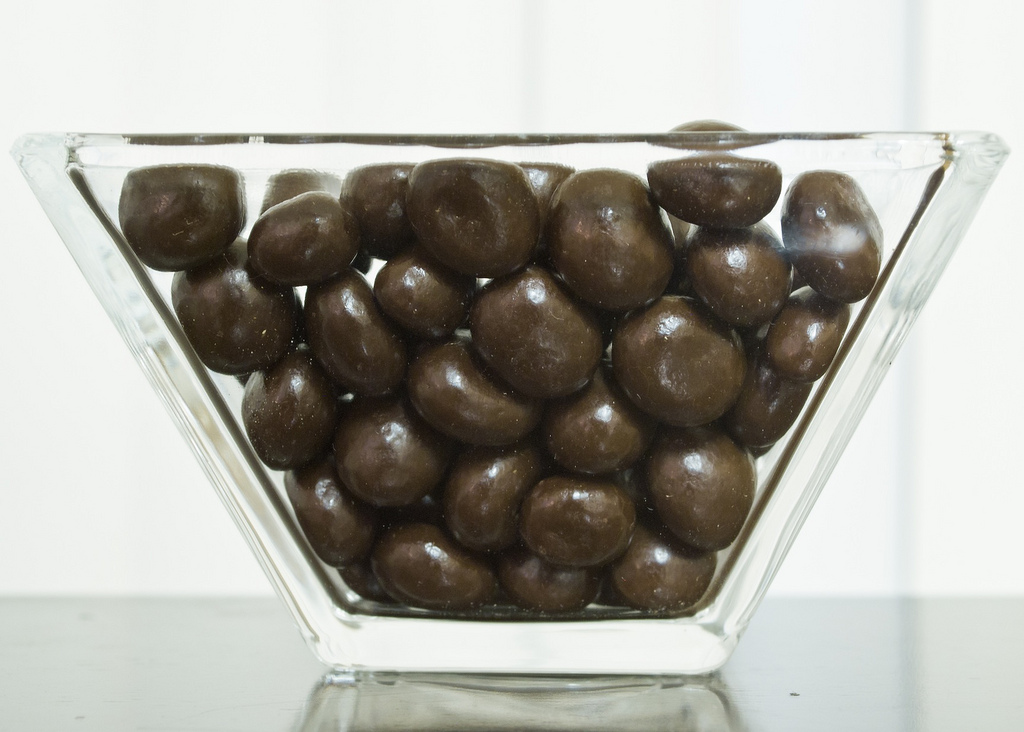
Kaffeebohnen mit Schokolade überzogen

Der Großteil der Weltproduktion findet geröstet und gemahlen Verwendung in der Herstellung des Getränks Kaffee.
Darüber hinaus werden die Bohnen noch zu vielen weiteren Zwecken genutzt.
So können die gerösteten Bohnen auch im Ganzen verzehrt werden. Süßigkeitenhersteller bieten sie mit Schokolade überzogen als Naschwerk an.
Die Bohnen zu essen gilt als gesund, da sie nährstoff- und vitaminreich sind.
Allerdings ist bei übermäßigem Genuss Vorsicht geboten, da beim Kauen größere Partikel entstehen als beim Mahlen und sich das Koffein dadurch langsamer löst. Somit tritt eine Wirkung erst nach 20 bis 30 Minuten ein und hält einige Stunden an.
Auch im medizinischen Bereich wird Kaffee eingesetzt.
Bis zur Verkohlung geröstet entsteht aus den Bohnen Kaffeekohle, die vor allem als natürliches Mittel zur Behandlung von Durchfallerkrankungen Anwendung findet.
In letzter Zeit wird außerdem Extrakt aus Grünem Kaffee als Wundermittel gegen Übergewicht und Falten beworben. Grüner Kaffee kann sehr einfach und kostengünstig auch selbst hergestellt werden.